# Ruta
- Commons
- Wikispecies

Ruta L. é um género botânico pertencente à família Rutaceae.

## Espécies
- Ruta angustifolia
- Ruta chalepensis
- Ruta corsica
- Ruta graveolens
- Ruta montana
- Lista completa

## Classificação do gênero
| Sistema | Classificação                     | Referência               |
| ------- | --------------------------------- | ------------------------ |
| Linné   | Classe Decandria, ordem Monogynia | Species plantarum (1753) |